# 南押原村
南押原村（みなみおしはらむら）は栃木県の中西部、上都賀郡に属していた村である。

## 地理
- 河川 - 思川、黒川

## 歴史
- 1889年（明治22年）4月1日 町村制施行により、楡木村、大和田村、上野村、藤江村、北赤塚村、亀和田村、磯村、野沢村が合併し上都賀郡南押原村が成立する。
- 1955年（昭和30年）10月1日 鹿沼市へ編入され消滅。

## 交通

### 鉄道
- 東武鉄道
  - 日光線：楡木駅